# Garrett Lowney

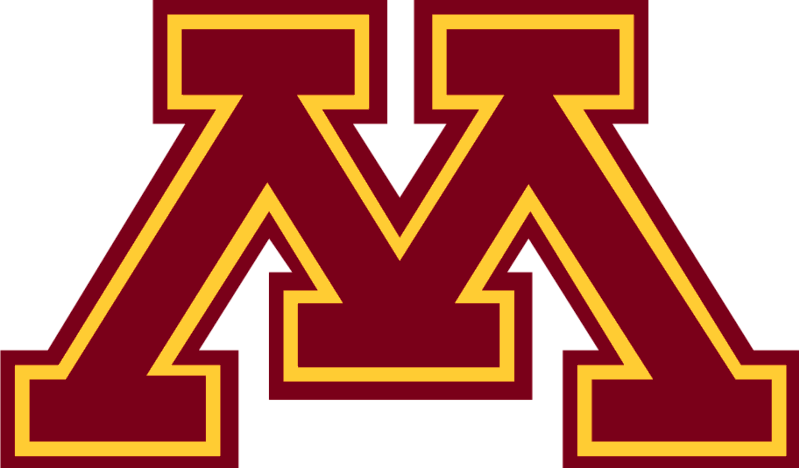
Zawodnik Minnesota Golden Gophers

Steven Garrett Lowney (ur. 3 października 1979 w Appleton) – amerykański zapaśnik w stylu klasycznym. Dwukrotny olimpijczyk. Brązowy medal na Igrzyskach w Sydney w 2000 w wadze 97 kg, 19. miejsce w Atenach w 2004 w wadze 96 kg. Medalista mistrzostw panamerykańskich w 2000 i 2001 roku. Mistrz świata juniorów w 1999. Zwycięzca Big Ten w 2001 roku. Po zakończeniu kariery amatorskiej uczestnik zawodów CrossFit.
Zawodnik Freedom High School z Freedom i University of Minnesota. Dwa razy All-American (2001, 2002) w NCAA Division I, trzeci w 2001 i piąty w 2002 roku.